# Parelvis
De parelvis (Carapus acus) is een straalvinnige vissensoort uit de familie van parelvissen (Carapidae). De wetenschappelijke naam van de soort is voor het eerst geldig gepubliceerd in 1768 door Brünnich.

## Kenmerken
Deze slanke, zilverwitte vissen hebben geen schubben. De lichaamslengte bedraagt maximaal 20 cm.

## Leefwijze
Deze parasitaire vis leeft in de waterlongen van zeekomkommers, die een bepaalde lichaamssubstantie uitscheiden, waardoor deze vis wordt aangetrokken. De staart gaat altijd als eerste door de anus naar binnen, zodat ze deze vooruit weer kunnen verlaten om 's nachts op zoek te gaan naar kleine ongewervelden. Hun gastheer blijft echter ook niet ongeschonden, omdat ze de ingewanden aanvreten.

## Verspreiding en leefgebied
Deze soort komt algemeen voor in de Middellandse Zee.